# Tour de Navarre et d'Orval
Ne doit pas être confondu avec Tour de Navarre.
La tour de Navarre et d'Orval est une double tour d'artillerie qui fait partie des défenses de la ville de Langres. Elle a été construite entre 1512 et 1519. Sa toiture date de 1825. Elles sont classées au titre des monuments historiques en 1905 et 1913.

## Origine du nom
La première tour, dite de Navarre est situé sur le champ dit de Navarre, un terrain ayant appartenu aux comtes de Champagne, également rois de Navarre.
Le nom de la tour d' Orval vient du fait que la tour fut construite à l'époque où Jean d'Albret, sire d'Orval, était gouverneur de Langres.

## Description et histoire
Souvent comparée à la tour Magne, elle demeure la tour d'artillerie la plus monumentale. Son diamètre de 28 mètres, sa hauteur de 20 mètres et sa vingtaine d'embrasures de tirs réparties sur quatre niveaux en font un ouvrage hors du commun. Ses murs, qui atteignent 7 mètres d'épaisseur, protègent deux salles puissamment voutées et casematées. L'artillerie de sa terrasse devait protéger le plateau.
Quasiment achevée en 1515 après quatre années de travaux, elle fut rehaussée de 2,5 mètres afin d'accroître la portée des canons installés sur sa terrasse. Cette transformation en cours de construction entraina la pose d'un second niveau de gargouilles et la réalisation d'une seconde tour : la tour d'Orval. Protégeant une rampe d'artillerie en spirale, celle-ci peut acheminer les canons au sommet de la tour de Navarre à l'abri des tirs ennemis. En 1825, le Génie militaire transforma cette tour en magasin à poudre. Une charpente conique fut alors construite afin de protéger les salles inférieures des infiltrations.

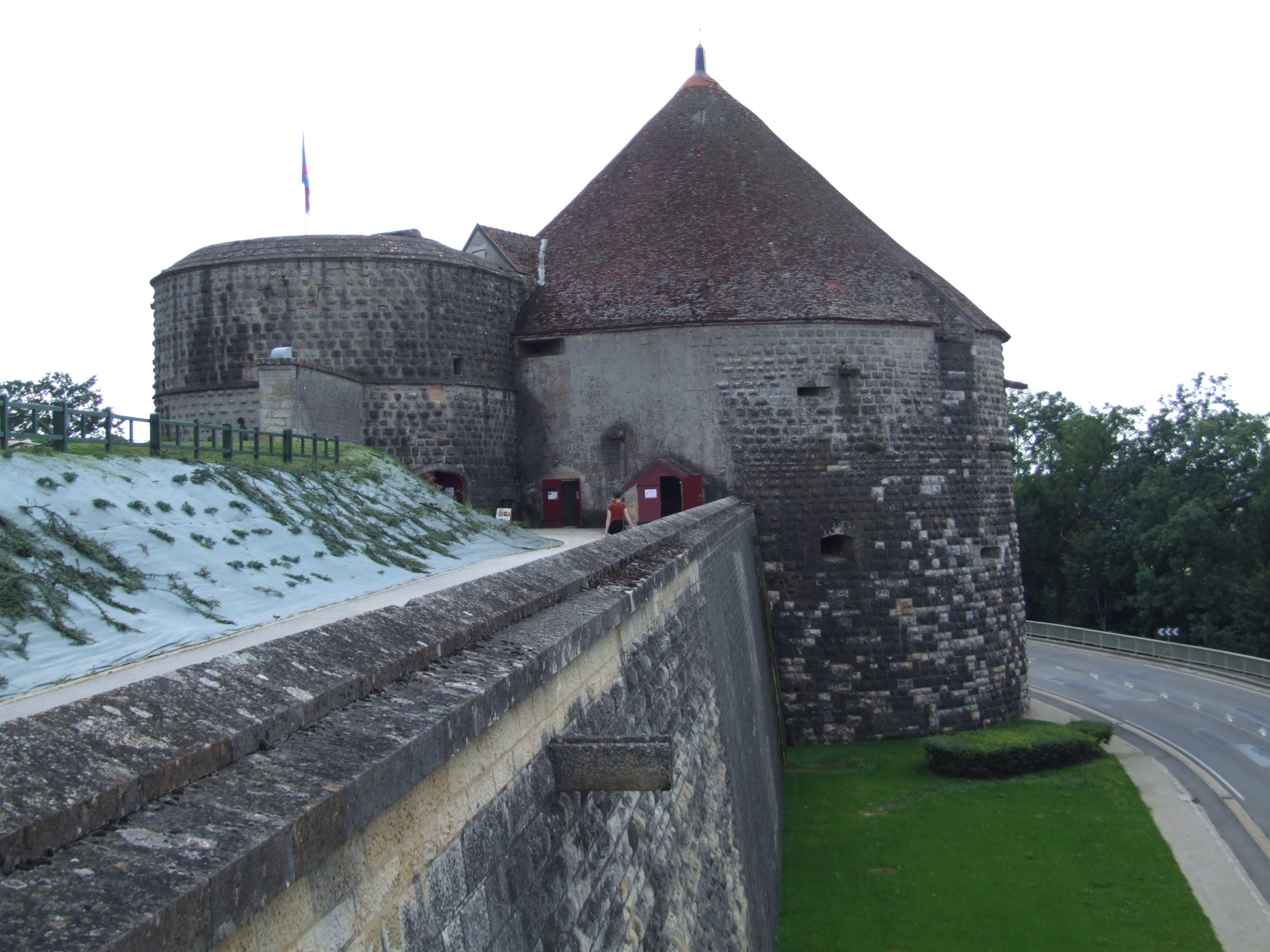
Tour Navarre et d'Orval
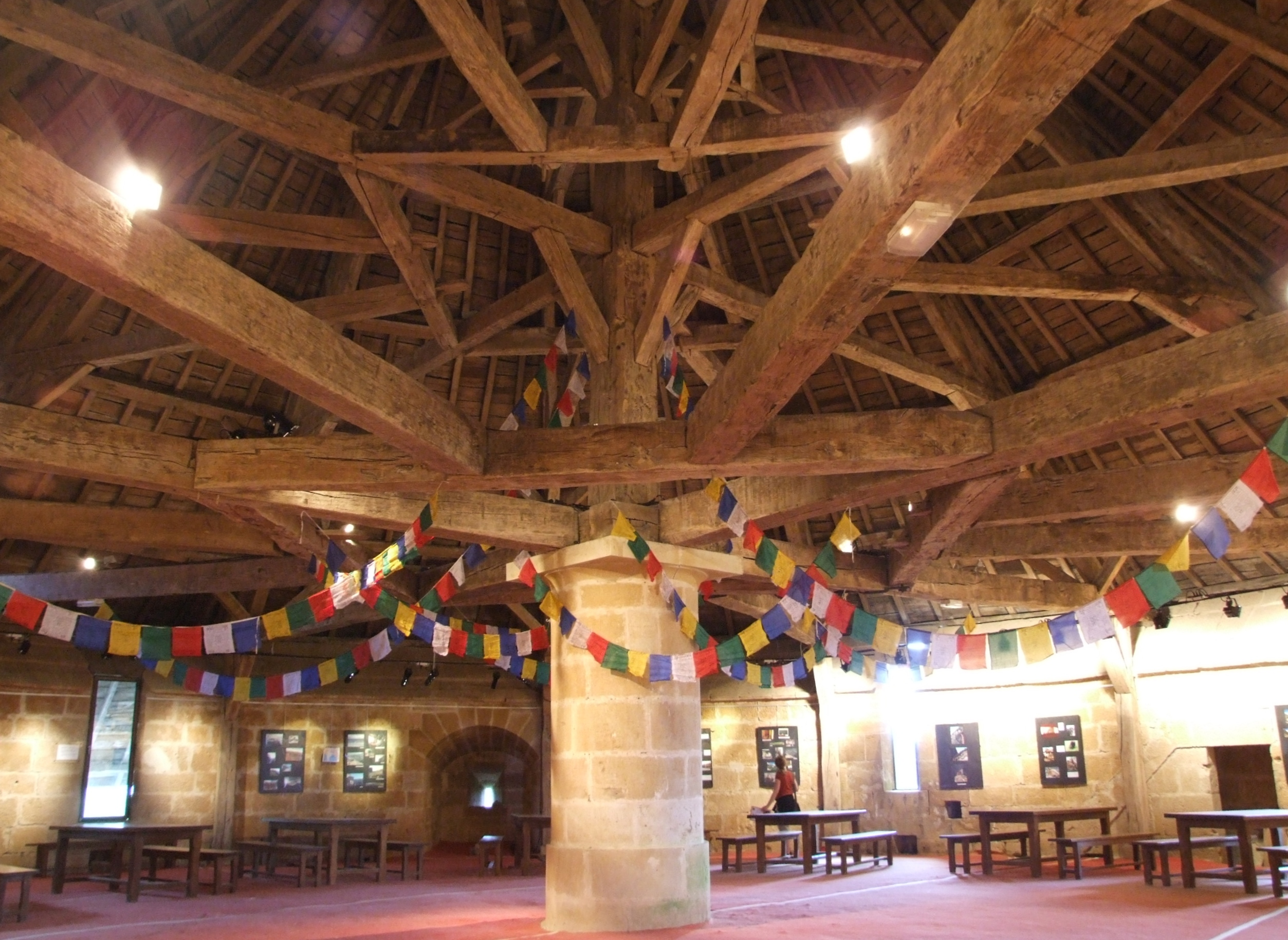
La charpente
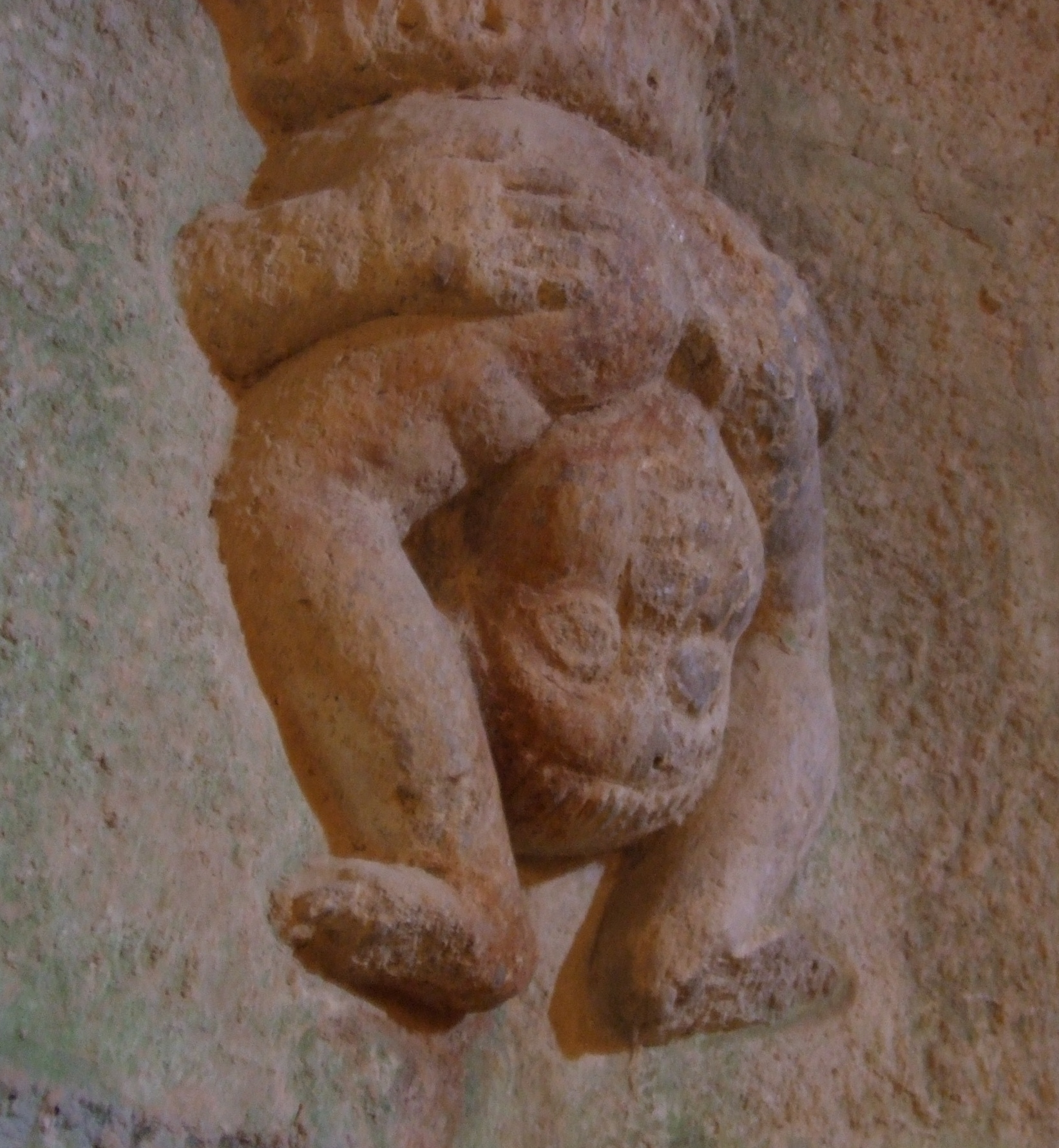
Cul de lampe
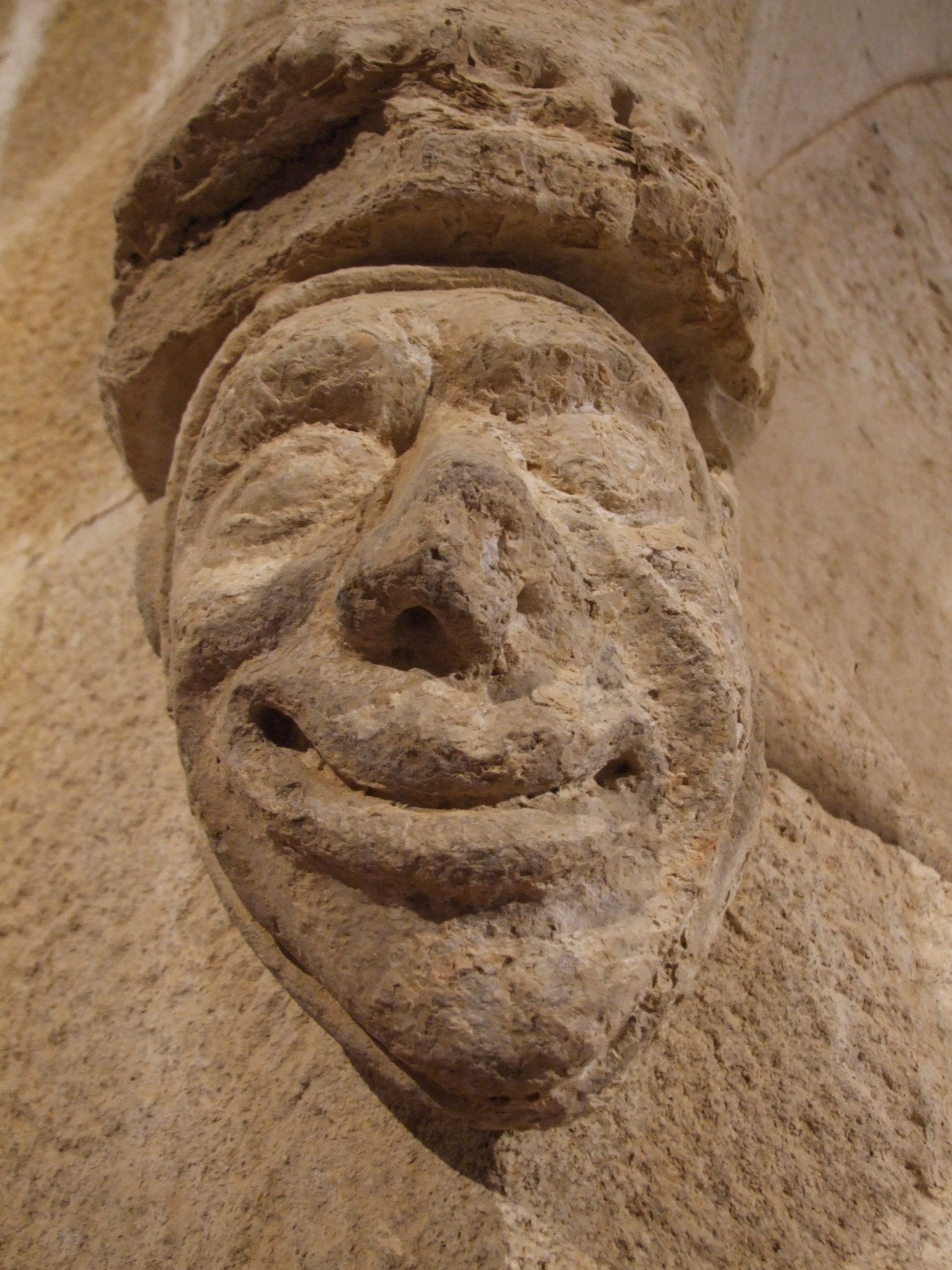
Cul de lampe
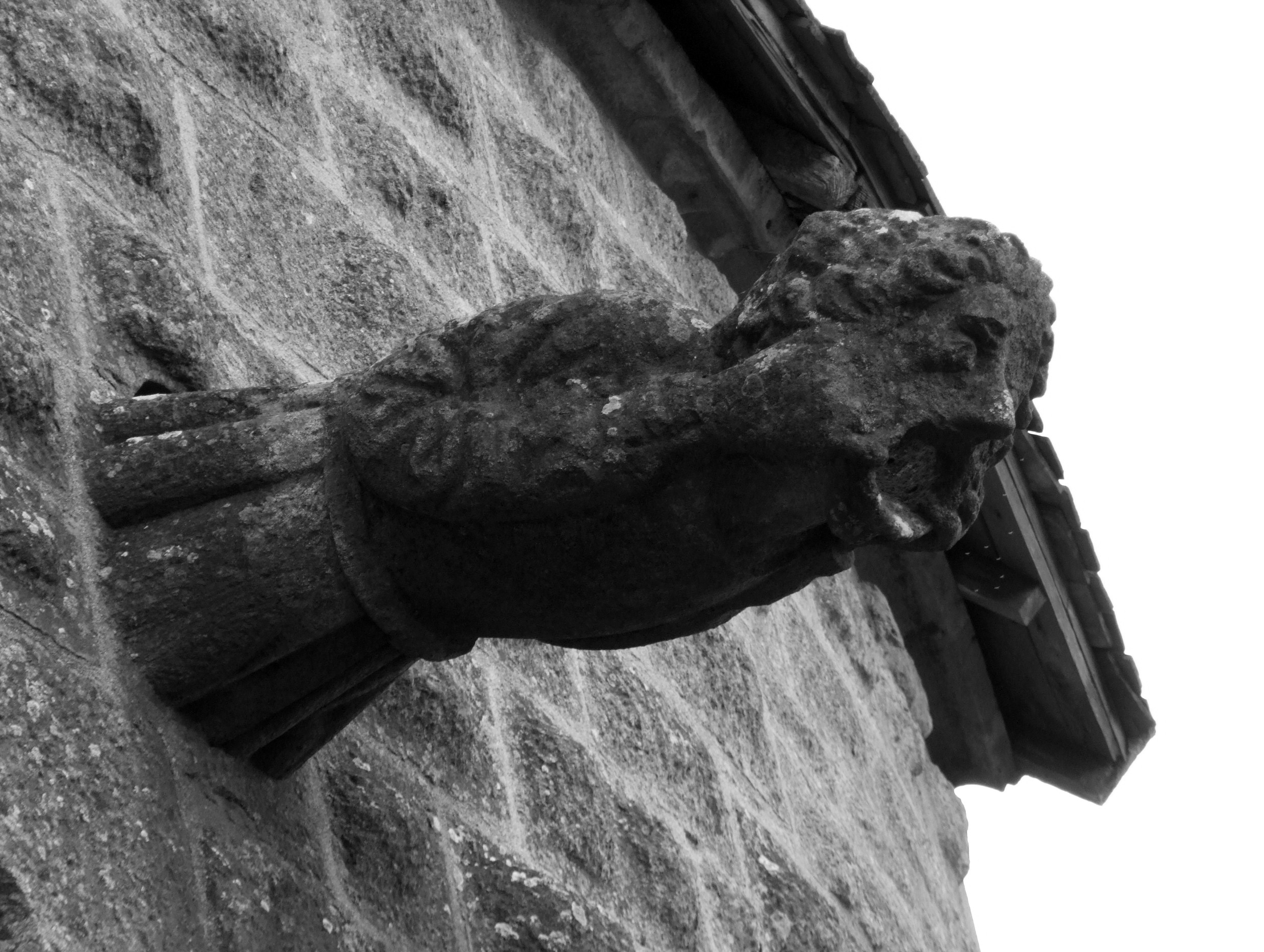
Gargouille
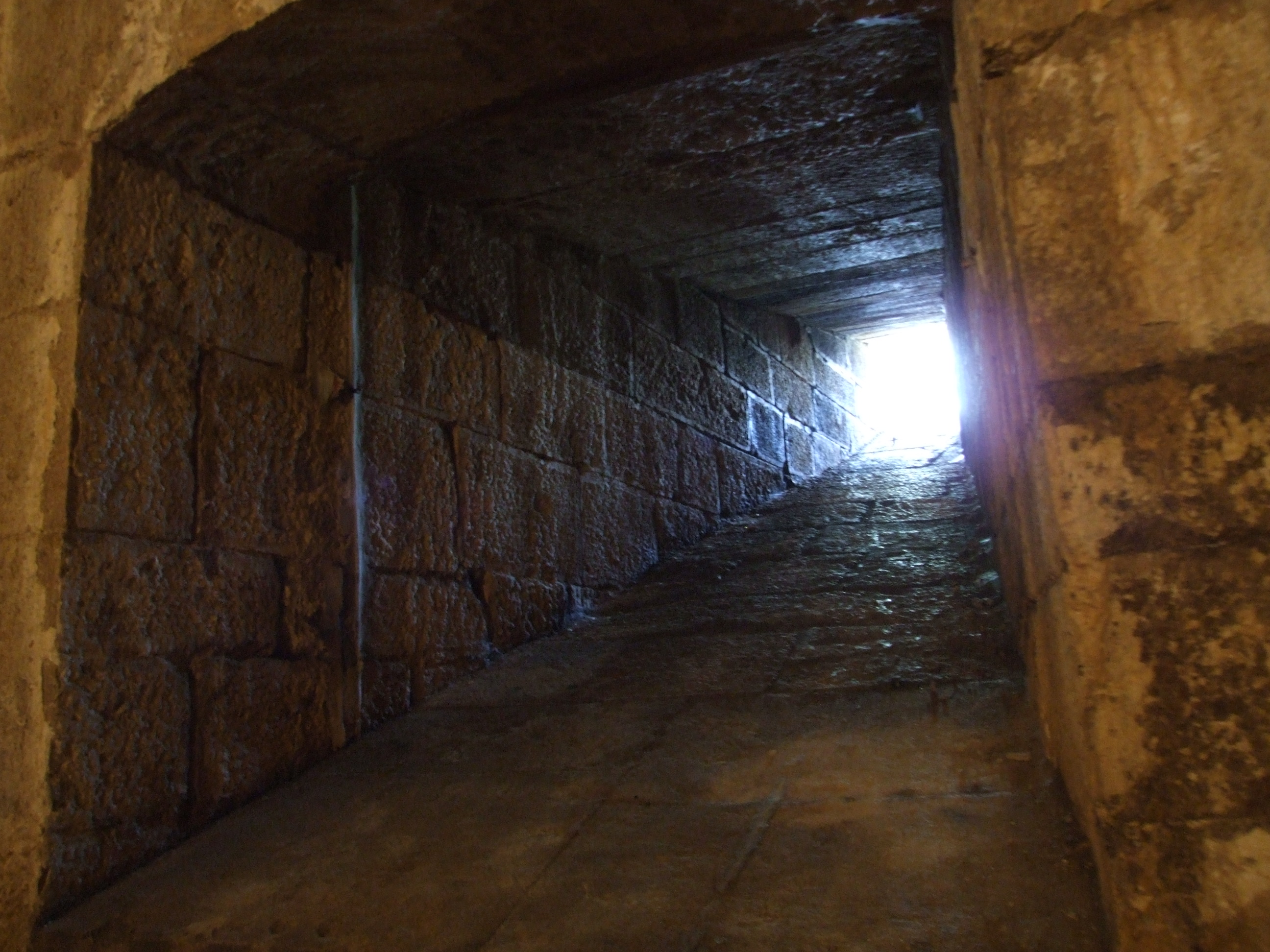
Tour Navarre et d'Orval
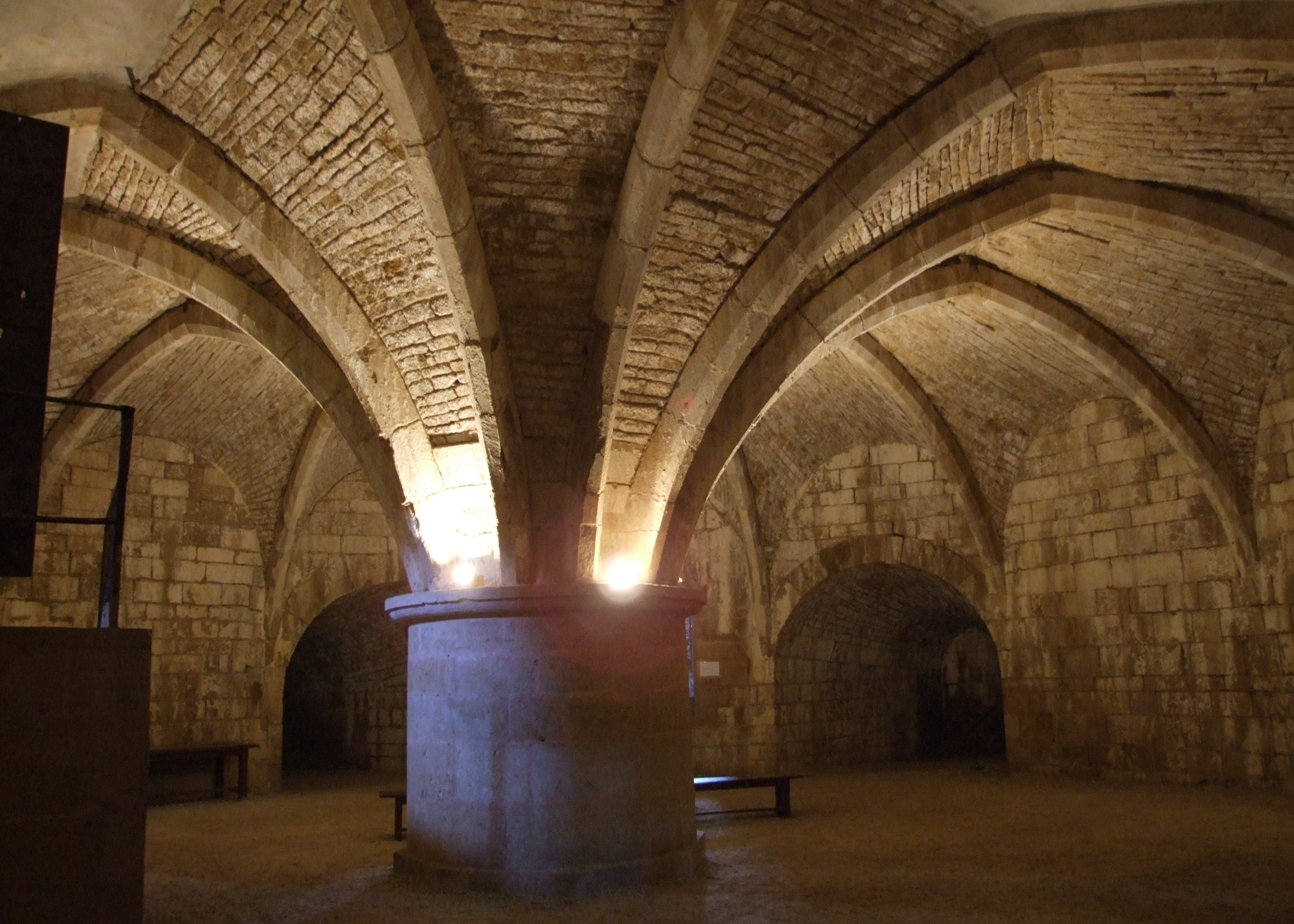
Tour Navarre et d'Orval
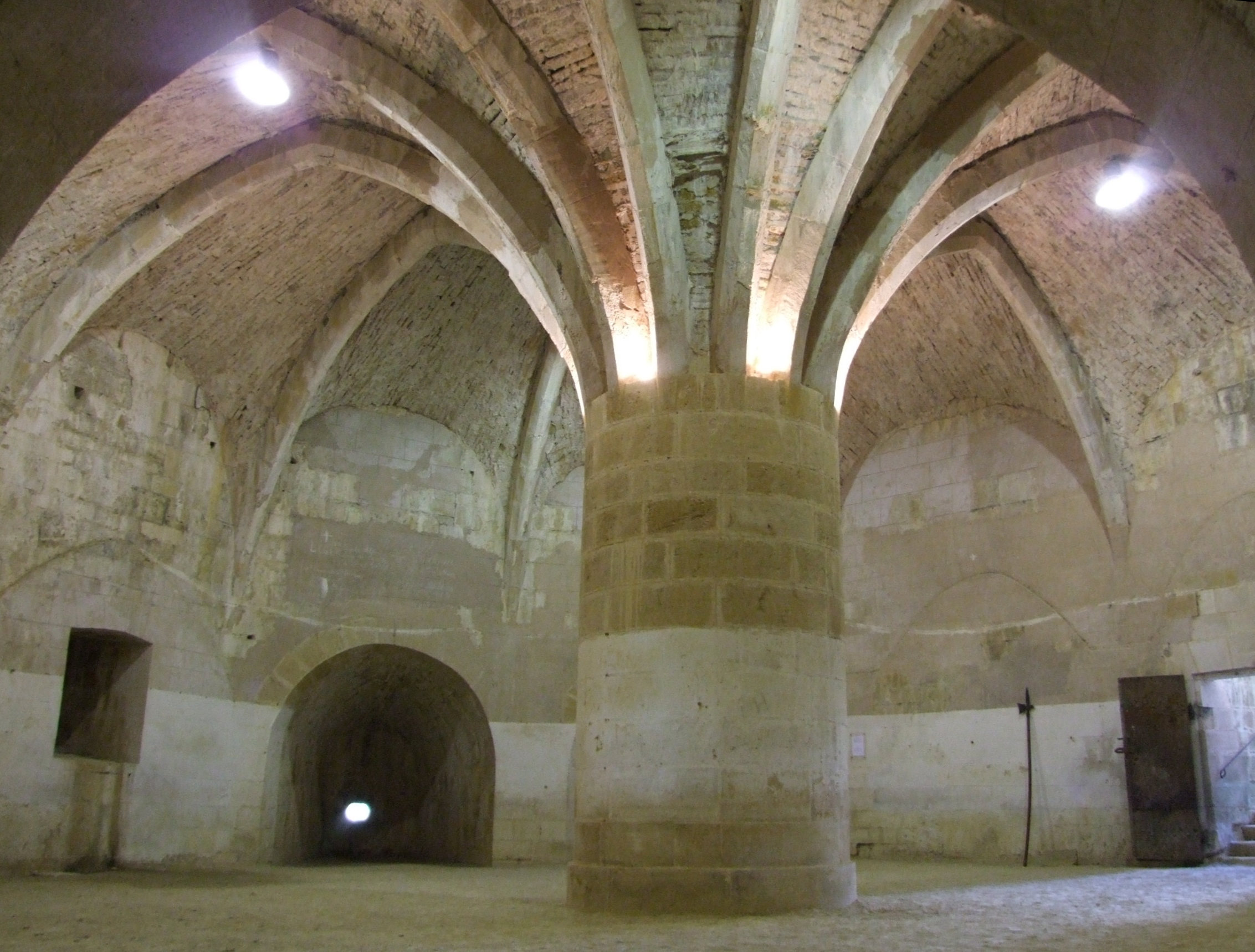
Tour Navarre et d'Orval
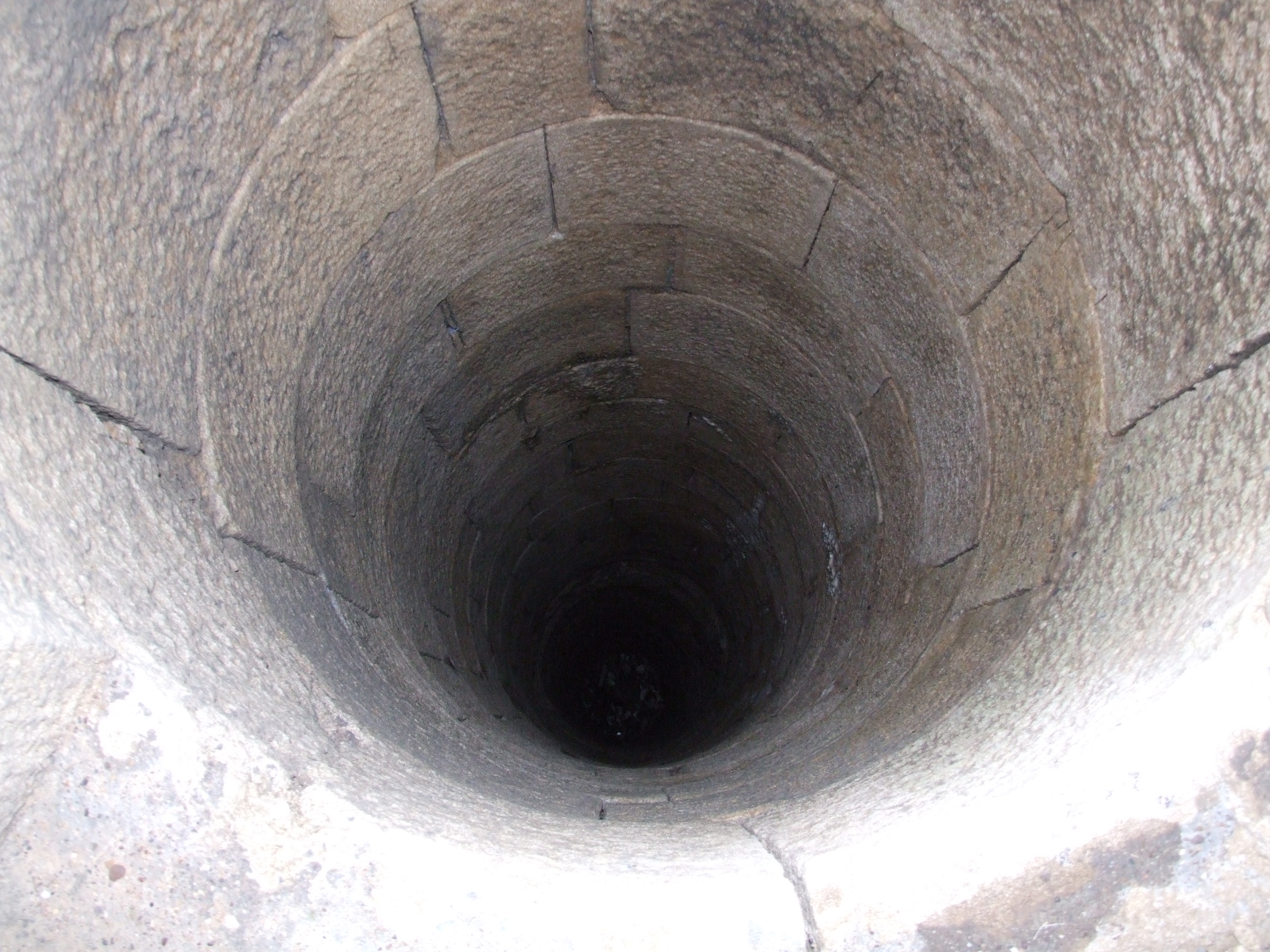
Puits
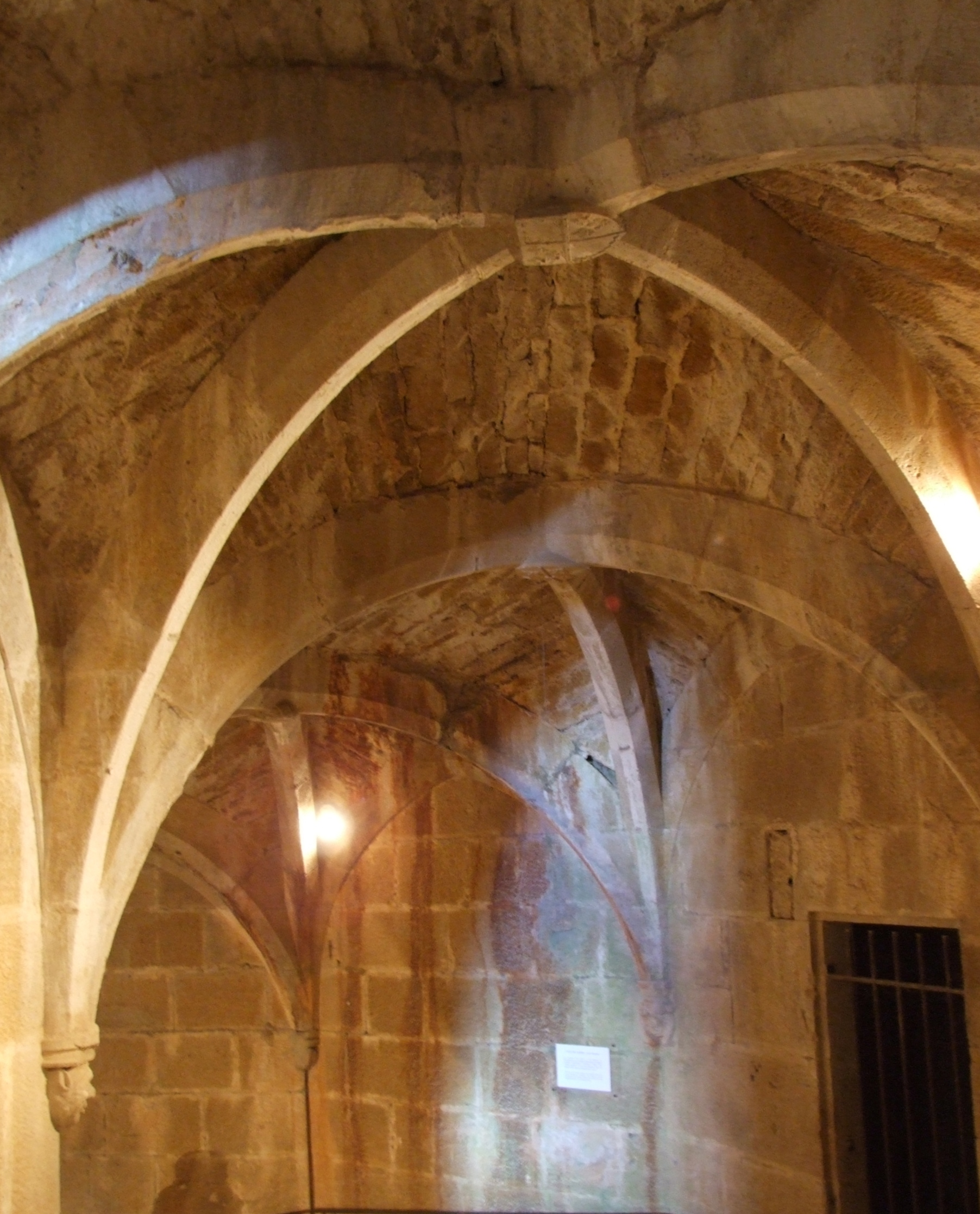
Voûte